# بهكله (مقاطعة كلاردشت)
بهكله (بالفارسية: به‌کله) هي قرية تقع في قسم بيرون‌بشم الريفي (مقاطعة كلاردشت) في إيران. يقدر عدد سكانها بـ 82 نسمة .